# Festival de Cannes 2009
Le Festival de Cannes 2009, 62e édition, a lieu du 13 au 24 mai 2009. La présidente du jury est l'actrice française Isabelle Huppert.

## Déroulement et faits marquants

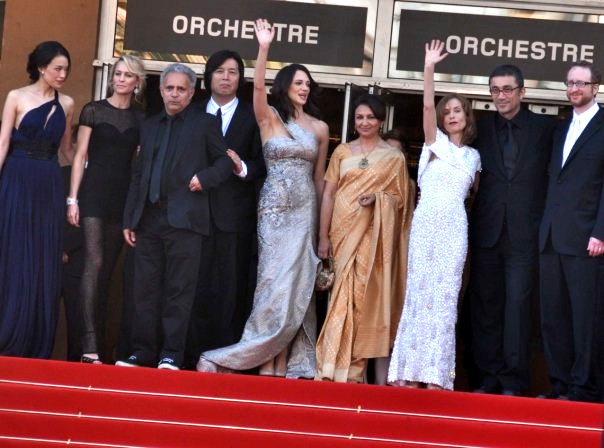
Le jury du festival 2009.

C'est le comédien, auteur et réalisateur français Édouard Baer qui assure la fonction de maître de cérémonie pour la deuxième année consécutive.
Le Festival de Cannes fait son ouverture le 13 mai 2009 avec pour la première fois un film d'animation, Là-haut des studios Pixar. En l'absence de comédiens pour ce film, la montée des marches est faite par les membres du jury accompagnés de Charles Aznavour qui prête sa voix au personnage principal du film. Le film Un prophète de Jacques Audiard présenté le 16 mai reçoit un accueil critique très favorable de la presse internationale qui en fait l'un des favoris pour le palmarès final,,,,.
La présentation du film Antichrist de Lars von Trier, le 18 mai 2009, provoque une violente polémique. La critique lui reproche essentiellement des images d'une rare violence, mêlant scènes de sexe explicites, automutilation et torture. Lors de la conférence de presse, alors qu'il est sommé de s'expliquer sur sa vision, le réalisateur danois déclare : « Je suis le plus grand réalisateur du monde »,. Malgré le scandale, le film vaudra le Prix d'interprétation féminine à Charlotte Gainsbourg.
Des rumeurs de mésententes au sein du jury ont  largement été reprises par la presse. Selon certains dires, la présidente Isabelle Huppert, jugée autoritaire, aurait voulu décider seule du palmarès. Elle aurait failli provoquer la démission du réalisateur américain James Gray,. Le cinéaste autrichien Michael Haneke se voit finalement décerner la Palme d'or pour Le Ruban blanc, metteur en scène que la comédienne connaît bien pour avoir alors tourné deux films avec lui et s'être vu offrir, grâce à lui, son second Prix d'interprétation cannois en 2001 pour La Pianiste. Un fort soupçon de favoritisme est relayé par les médias d'autant qu'elle lui a personnellement décerné le trophée et l'a longuement étreint le soir du palmarès. Ces rumeurs ont été démenties par le délégué général du festival Thierry Frémaux et l'intéressée a répondu un mois plus tard qu'elle n'avait pas été dictatoriale et que la Palme avait été attribuée à la quasi-unanimité par 7 voix sur 9. Le soir de la clôture, Haneke l'avait d'ailleurs défendue : « Pour elle, c'était sûrement difficile de juger un de mes films parce que tout le monde devait dire : "Ils se connaissent!". Si vous la connaissiez, vous sauriez que c'est une personne tellement intelligente et intègre qu'elle ne peut protéger qu'un film qu'elle aime. ».

## Jurys

### Compétition
|  | Nom                                   | Qualité                             | Nationalité  |
|  | ------------------------------------- | ----------------------------------- | ------------ |
|  | Isabelle Huppert (présidente du jury) | actrice                             | France       |
|  | Asia Argento                          | actrice, réalisatrice et scénariste | Italie       |
|  | Nuri Bilge Ceylan                     | réalisateur, acteur et scénariste   | Turquie      |
|  | James Gray                            | réalisateur et scénariste           | États-Unis   |
|  | Hanif Kureishi                        | écrivain, dramaturge et scénariste  | Royaume-Uni  |
|  | Lee Chang-dong                        | écrivain, scénariste et réalisateur | Corée du Sud |
|  | Shu Qi                                | actrice                             | Taïwan       |
|  | Sharmila Tagore                       | actrice                             | Inde         |
|  | Robin Wright Penn                     | actrice                             | États-Unis   |

### Caméra d'or
| Nom                             | Qualité                              | Nationalité |
| ------------------------------- | ------------------------------------ | ----------- |
| Roschdy Zem (président du jury) | acteur et réalisateur                | France      |
| Diane Baratier                  | directrice de la photographie        | France      |
| Olivier Chiavassa               | fédération des industries techniques | France      |
| Sandrine Ray                    | directrice                           | France      |
| Édouard Waintrop                | critique                             | France      |
| Charles Tesson                  | critique                             | France      |

### Un certain regard
| Nom                                  | Qualité                            | Nationalité |
| ------------------------------------ | ---------------------------------- | ----------- |
| Paolo Sorrentino (président du jury) | réalisateur et scénariste          | Italie      |
| Julie Gayet                          | actrice                            | France      |
| Piers Handling                       | directeur du festival de Toronto   | Canada      |
| Uma Da Cunha                         | journaliste                        | Inde        |
| Marit Kapla                          | directrice du festival de Göteborg | Suède       |

### Cinéfondation et courts métrages
| Nom                              | Qualité                               | Nationalité |
| -------------------------------- | ------------------------------------- | ----------- |
| John Boorman (président du jury) | réalisateur, scénariste et producteur | Royaume-Uni |
| Bertrand Bonello                 | réalisateur et scénariste             | France      |
| Férid Boughedir                  | réalisateur, scénariste et critique   | Tunisie     |
| Leonor Silveira                  | actrice                               | Portugal    |
| Zhang Ziyi                       | actrice                               | Chine       |

## Sélections

### Sélection officielle

#### Compétition
En février 2009, The Hollywood Reporter donne une première liste de films pressentis pour figurer dans la sélection officielle du festival 2009. Le 23 avril 2009, Gilles Jacob et Thierry Frémaux annoncent la sélection officielle des vingt films en compétitions et les membres du jury.
| Date de présentation | Titre                       | Réalisation       | Pays              | Distribution                                |
| -------------------- | --------------------------- | ----------------- | ----------------- | ------------------------------------------- |
| jeudi 14 mai         | Fish Tank                   | Andrea Arnold     | Royaume-Uni       | Michael Fassbender, Kierston Wareing        |
| jeudi 14 mai         | Nuits d'ivresse printanière | Lou Ye            | Chine             | Qin Hao, Chen Sicheng                       |
| vendredi 15 mai      | Bright Star                 | Jane Campion      | Nouvelle-Zélande  | Ben Whishaw, Abbie Cornish                  |
| vendredi 15 mai      | Thirst, ceci est mon sang   | Park Chan-wook    | Corée du Sud      | Song Kang-ho, Kim Ok-bin                    |
| samedi 16 mai        | Un prophète                 | Jacques Audiard   | France            | Tahar Rahim, Niels Arestrup                 |
| samedi 16 mai        | Hôtel Woodstock             | Ang Lee           | États-Unis        | Demetri Martin, Liev Schreiber              |
| dimanche 17 mai      | Vengeance                   | Johnnie To        | Hong Kong         | Johnny Hallyday, Sylvie Testud              |
| dimanche 17 mai      | Kinatay                     | Brillante Mendoza | Philippines       | Mercedes Cabral, Maria Isabel Lopez         |
| lundi 18 mai         | Looking for Eric            | Ken Loach         | Royaume-Uni       | Éric Cantona, Steve Evets                   |
| lundi 18 mai         | Antichrist                  | Lars von Trier    | Danemark          | Charlotte Gainsbourg, Willem Dafoe          |
| mardi 19 mai         | Étreintes brisées           | Pedro Almodóvar   | Espagne           | Penélope Cruz, Lluís Homar                  |
| mardi 19 mai         | Vincere                     | Marco Bellocchio  | Italie            | Giovanna Mezzogiorno, Filippo Timi          |
| mercredi 20 mai      | Les Herbes folles           | Alain Resnais     | France            | Sabine Azéma, André Dussollier              |
| mercredi 20 mai      | Inglourious Basterds        | Quentin Tarantino | États-Unis        | Brad Pitt, Mélanie Laurent, Christoph Waltz |
| jeudi 21 mai         | À l'origine                 | Xavier Giannoli   | France            | François Cluzet, Emmanuelle Devos           |
| jeudi 21 mai         | Le Ruban blanc              | Michael Haneke    | Autriche          | Susanne Lothar, Ulrich Tukur                |
| vendredi 22 mai      | Le Temps qu'il reste        | Elia Suleiman     | Palestine/ Israël | Ali Suliman, Saleh Bakri, Elia Suleiman     |
| vendredi 22 mai      | Enter the Void              | Gaspar Noé        | France            | Paz de la Huerta, Nathaniel Brown           |
| samedi 23 mai        | Visage                      | Tsai Ming-liang   | Taïwan            | Laetitia Casta, Fanny Ardant                |
| samedi 23 mai        | Carte des sons de Tokyo     | Isabel Coixet     | Espagne           | Rinko Kikuchi, Sergi López                  |

#### Un certain regard
La section Un certain regard comprend 20 films :
| Date de présentation | Titre                                            | Réalisation                                                                          | Pays                           |
| -------------------- | ------------------------------------------------ | ------------------------------------------------------------------------------------ | ------------------------------ |
| jeudi 14 mai         | Les Chats persans film d'ouverture               | Bahman Ghobadi                                                                       | Iran                           |
| jeudi 14 mai         | Air Doll (Kuki Ningyo)                           | Hirokazu Kore-eda                                                                    | Japon                          |
| vendredi 15 mai      | Precious                                         | Lee Daniels                                                                          | États-Unis                     |
| vendredi 15 mai      | Policier, adjectif (Politist, Adjectiv)          | Corneliu Porumboiu                                                                   | Roumanie                       |
| samedi 16 mai        | Mother                                           | Bong Joon-ho                                                                         | Corée du Sud                   |
| samedi 16 mai        | Samson et Delilah                                | Warwick Thornton                                                                     | Australie                      |
| dimanche 17 mai      | Le Père de mes enfants                           | Mia Hansen-Løve                                                                      | France- Allemagne              |
| dilmanche 17 mai     | Tsar (Tzar)                                      | Pavel Lounguine                                                                      | Russie- France                 |
| lundi 18 mai         | Irène                                            | Alain Cavalier                                                                       | France                         |
| lundi 18 mai         | Canine                                           | Yórgos Lánthimos                                                                     | Grèce                          |
| lundi 18 mai         | Independencia                                    | Raya Martin                                                                          | Philippines- France- Allemagne |
| mardi 19 mai         | Contes de l'Âge d'Or (Amintiri Din Epoca de Aur) | Hanno Hofer, Razvan Marculescu, Cristian Mungiu, Constantin Popescu et Ioana Uricaru | Roumanie                       |
| mardi 19 mai         | Demain dès l'aube                                | Denis Dercourt                                                                       | France                         |
| mercredi 20 mai      | Tu n'aimeras point                               | Haim Tabakman                                                                        | Israël                         |
| mercredi 20 mai      | Nymph (Nang Mai)                                 | Pen-ek Ratanaruang                                                                   | Thaïlande                      |
| jeudi 21 mai         | Les Voyages du vent (Los Viajes del Viento)      | Ciro Guerra                                                                          | Colombie                       |
| jeudi 21 mai         | À Deriva                                         | Heitor Dhalia                                                                        | Brésil                         |
| jeudi 21 mai         | Conte de l'obscurité (Skazka Pro Temnotu)        | Nikolaï Khomeriki                                                                    | Russie                         |
| vendredi 22 mai      | L'Armée silencieuse                              | Jean Van de Velde                                                                    | Pays-Bas                       |
| vendredi 22 mai      | Mourir comme un homme (Morrer como un Homem)     | João Pedro Rodrigues                                                                 | Portugal                       |

#### Hors compétition
Les films suivants sont présentés hors compétition.
| Date de présentation    | Titre                              | Réalisation                      | Pays        |
| ----------------------- | ---------------------------------- | -------------------------------- | ----------- |
| 13 mai film d'ouverture | Là-haut                            | Pete Docter et Bob Peterson      | États-Unis  |
| 16 mai                  | Ne te retourne pas                 | Marina de Van                    | France      |
| 17 mai                  | L'Armée du crime                   | Robert Guédiguian                | France      |
| 17 mai                  | Agora                              | Alejandro Amenabar               | Chili       |
| ?                       | Jusqu'en enfer                     | Sam Raimi                        | États-Unis  |
| ?                       | L'Imaginarium du docteur Parnassus | Terry Gilliam                    | Royaume-Uni |
| ?                       | Panique au village                 | Vincent Patar et Stéphane Aubier | Belgique    |
| 24 mai film de clôture  | Coco Chanel et Igor Stravinsky     | Jan Kounen                       | France      |

#### Séances spéciales
| Date de présentation | Titre                            | Réalisation      | Pays               |
| -------------------- | -------------------------------- | ---------------- | ------------------ |
| 14 mai               | Mon voisin, mon tueur            | Anne Aghion      | France/ États-Unis |
| ?                    | L'Épine dans le cœur             | Michel Gondry    | France             |
|                      | Les Chaussons rouges             |                  |                    |
| ?                    | Pétition, la cour des plaignants | Zhao Liang       | Chine              |
| ?                    | Une vie toute neuve              | Ounie Lecomte    | Corée du Sud       |
| ?                    | Min yé                           | Souleymane Cissé | France/ Mali       |

#### Courts métrages
| Date de présentation | Titre                                                     | Réalisation                     | Pays                       |
| -------------------- | --------------------------------------------------------- | ------------------------------- | -------------------------- |
| 23 mai               | Missen (Perdre mon temps)                                 | Jochem De Vries                 | Pays-Bas                   |
| 23 mai               | Arena                                                     | João Salaviza                   | Portugal                   |
| 23 mai               | Klusums (Silence)                                         | Laila Pakalnina                 | Lettonie                   |
| 23 mai               | Rumbo a peor (Mal barré)                                  | Alex Brendemühl                 | Espagne                    |
| 23 mai               | Lars og peter (Lars et Peter)                             | Daniel Borgma                   | Danemark, Nouvelle-Zélande |
| 23 mai               | L'homme à la Gordini                                      | Jean-Christophe Lie             | France                     |
| 23 mai               | The six Dollar fifty man (L'homme qui valait 6,5 Dollars) | Mark Albiston, Louis Sutherland | Nouvelle-Zélande           |
| 23 mai               | Ciao mama                                                 | Goran Odvorcic                  | Croatie                    |
| 23 mai               | After Tomorrow (Après demain)                             | Emma Sullivan                   | Royaume-Uni                |

#### Cannes Classics
- VICTIM de Basil Dearden
- Traître sur commande de Martin Ritt
- Loin du Vietnam d'Agnès Varda, Joris Ivens, William Klein, Claude Lelouch, Jean-Luc Godard, Chris Marker et Alain Resnais
- Le Réveil dans la terreur de Ted Kotcheff
- Les Vacances de monsieur Hulot de Jacques Tati
- AL-MOMIA de Shadi Abdessalam
- Pierrot le Fou de Jean-Luc Godard
- ACCIDENT de Joseph Losey
- BILDER FRÅN LEKSTUGAN  de Stig Björkman
- REDES d'Emilio Gómez Muriel et Fred Zinnemann
- Welcome in Vienna : Dieu ne croit plus en nous d'Axel Corti
- PIETRO GERMI, IL BRAVO, IL BELLO, IL CATTIVO de Claudio Bondí
- The Birds, the Bees and the Italians) de Pietro Germi
- Gu Ling Jie Shao Nian Sha Ren Shi Jian) d'Edward Yang
- Senso de Luchino Visconti
- Les Yeux sans visage de Georges Franju
- L'Enfer d'Henri-Georges Clouzot de Serge Bromberg et Ruxandra Medrea
- PRINCE YEONSAN de Sang-ok Shin
- L'avventura de Michelangelo Antonioni
- Il était une fois la révolution de Sergio Leone
- Deux de la vague d'Emmanuel Laurent

#### Cinéma de la Plage
Les séances sont précédées de concerts de Karsten Fundal, Det är jag som är döden, John Erik Kaada, Blue Foundation, Jean-Michel Bernard, Gravenhurst…
| Titre                                    | Réalisation                 | Pays                                 | Année |  |
| ---------------------------------------- | --------------------------- | ------------------------------------ | ----- |  |
| Lawrence d'Arabie                        | David Lean                  | Royaume-Uni                          | 1962  |  |
| Neil Young Trunk Show (en)               | Jonathan Demme              | États-Unis                           | 2009  |  |
| Soundtrack for a Revolution (en)         | Dan Sturman, Bill Guttentag | États-Unis                           | 2009  |  |
| Tengri, le bleu du ciel                  | Marie Jaoul de Poncheville  | France Allemagne Kirghizistan        | 2008  |  |
| The Wall                                 | Alan Parker                 | Royaume-Uni                          | 1982  |  |
| Total Balalaika Show (en)                | Aki Kaurismäki              | Finlande                             | 1993  |  |
| Wattstax                                 | Mel Stuart                  | États-Unis                           | 1972  |  |
| Ziggy Stardust and the Spiders from Mars | Donn Alan Pennebaker        | Royaume-Uni                          | 1973  |  |
| Don Giovanni                             | Joseph Losey                | France, Italie; Allemagne de l'Ouest | 1979  |  |

### Quinzaine des réalisateurs
Les films suivants sont présentés à la Quinzaine des réalisateurs :

#### Longs-métrages
| Titre                     | Réalisation                         | Pays                       |
| ------------------------- | ----------------------------------- | -------------------------- |
| Ajami                     | Scandar Copti et Yaron Shani        | Israël/ Allemagne          |
| Amerrika                  | Cherien Dabis                       | États-Unis/ Canada/ Koweït |
| Carcasses                 | Denis Cote                          | Canada                     |
| Daniel y Ana              | Michel Franco                       | Mexique                    |
| Eastern Plays             | Kalem Kalev                         | Bulgarie/ Suède            |
| Lenny and the Kids        | Josh et Benny Safdie                | États-Unis                 |
| Here                      | Tzu Nyen Ho                         | Singapour/ Canada          |
| Humpday                   | Lynn Shelton                        | États-Unis                 |
| I Love You Phillip Morris | Glenn Ficarra et John Requa         | États-Unis                 |
| J'ai tué ma mère          | Xavier Dolan                        | Canada                     |
| Like You Know it All      | Hong Sang-soo                       | Corée du Sud               |
| Karaoké                   | Chan Fui Chong                      | Malaisie                   |
| La Famille Wolberg        | Axelle Ropert                       | France                     |
| La Merditude des choses   | Felix Van Groeningen                | Belgique                   |
| La Pivellina              | Tizza Covi et Rainer Frimmel        | Autriche/ Italie           |
| La Terre de la folie      | Luc Moullet                         | France                     |
| Le Roi de l'évasion       | Alain Guiraudie                     | France                     |
| Les Beaux Gosses          | Riad Sattouf                        | France                     |
| Navidad                   | Sebastián Lelio                     | Chili/ France              |
| Ne change rien            | Pedro Costa                         | Portugal/ France           |
| Oxhide II                 | Liu Jia Lin                         | Chine                      |
| Polytechnique             | Denis Villeneuve                    | Canada                     |
| Tetro                     | Francis Ford Coppola                | États-Unis                 |
| Yuki & Nina               | Hippolyte Girardot et Nobuhiro Suwa | France/ Japon              |

#### Courts métrages
- American Minor de Charlie White
- Anna de Rúnar Rúnarsson
- Canção de amor e saúde de João Nicolau
- Cicada d'Amiel Courtin-Wilson
- Drömmar från skogen de Johannes Nyholm
- Dust Kid de Jung Yu-mi
- El ataque de los robots de Nebulosa-5 de Chema García Ibarra
- Jagdfieber – The Hunting Fever d'Alessandro Comodin
- John Wayne Hated Horses d'Andrew T. Betzer
- Nice de Maud Alpi
- SuperBarroco de Renata Pinheiro
- The Fugitives de Guillaume Leiter
- The History of Aviation de Bálint Kenyeres
- Thermidor de Virgil Vernier

### Semaine de la critique

#### Compétition

##### Longs métrages
- Adieu Gary de Nassim Amaouche (France)
- Altiplano de Peter Brosens et Jessica Woodworth (Belgique/Allemagne/Pays-Bas)
- Huacho d’Alejandro Fernández Almendras (Chili/France/Allemagne)
- Lost Persons Area de Caroline Strubbe (Belgique)
- Les Murmures du vent (Sirta la gal ba) de Shahram Alidi (Irak)
- Ordinary People de Vladimir Perisic (Serbie/France/Suisse)
- Sale temps pour les pêcheurs (Mal día para pescar) d’Álvaro Brechner (Uruguay/Espagne)

##### Courts métrages
- C’est gratuit pour les filles de Marie Amachoukeli et Claire Burger (France)
- Logorama de François Alaux, Hervé de Crécy et Ludovic Houplain (H5) (France)
- Noche adentro de Pablo Lamar (Paraguay/Argentine)
- Train en folie (Runaway) de Cordell Barker (Canada)
- Slitage de Patrik Eklund (Suède)
- Together d'Eicke Bettinga (Allemagne/Royaume-Uni)
- La Virée (Tulum) de Dalibor Matanic (Croatie)

#### Séances spéciales

##### Longs métrages
- Rien de personnel de Mathias Gokalp (France) (film d'ouverture)
- Lascars d'Albert Pereira-Lazaro et Emmanuel Klotz (France)
- Hierro de Gabe Ibáñez (Spain) (film des parrains)

##### Courts métrages
- Elo de Vera Egito (Brésil) (film d'ouverture)
- Dispersées dans l'air (Espalhadas pelo Ar) de Vera Egito (Brésil)
- 6 Hours de Moon Seong-hyeok (Corée du sud)
- Faiblesses de Nicolas Giraud (France)
- Les Miettes de Pierre Pinaud (France)
- La Baie du renard de Grégoire Colin (France) (film de clôture)
- 1989 de Camilo Matiz (Colombie) (film de clôture)

## Palmarès

### Palmarès officiel

#### Compétition
| Prix                            | Attribué à                                                             | Pays                     |
| ------------------------------- | ---------------------------------------------------------------------- | ------------------------ |
| Palme d'or                      | Le Ruban blanc de Michael Haneke                                       | Autriche                 |
| Grand Prix du Jury              | Un prophète de Jacques Audiard                                         | France                   |
| Prix exceptionnel du jury       | Alain Resnais, pour Les Herbes folles et l'ensemble de son œuvre       | France                   |
| Prix d'interprétation masculine | Christoph Waltz, pour Inglourious Basterds de Quentin Tarantino        | Autriche                 |
| Prix d'interprétation féminine  | Charlotte Gainsbourg, pour Antichrist de Lars von Trier                | France                   |
| Prix de la mise en scène        | Brillante Mendoza, pour Kinatay                                        | Philippines              |
| Prix du scénario                | Mei Feng pour Nuits d'ivresse printanière de Lou Ye                    | Chine                    |
| Prix du jury (ex æquo)          | Fish Tank de Andrea Arnold Thirst, ceci est mon sang de Park Chan-wook | Royaume-Uni Corée du Sud |

#### Caméra d'or
| Prix             | Attribué à                            | Pays              |
| ---------------- | ------------------------------------- | ----------------- |
| Caméra d'Or      | Samson et Delilah de Warwick Thornton | Australie         |
| Mention spéciale | Ajami de Scandar Copti et Yaron Shani | Israël- Allemagne |

#### Un certain regard
| Prix                                | Attribué à                                                    | Pays              |
| ----------------------------------- | ------------------------------------------------------------- | ----------------- |
| Prix Un certain regard              | Canine de Yórgos Lánthimos                                    | Grèce             |
| Prix du jury                        | Policier, adjectif (Politist, Adjectiv) de Corneliu Porumboiu | Roumanie          |
| Prix spécial Un Certain Regard 2009 | Les Chats persans de Bahman Ghobadi                           | Iran              |
| Prix spécial Un Certain Regard 2009 | Le Père de mes enfants de Mia Hansen-Løve                     | France- Allemagne |

#### Cinéfondation
| Prix             | Attribué à                                              | Pays                 |
| ---------------- | ------------------------------------------------------- | -------------------- |
| 1er Prix         | Bába (en) de Zuzana Kirchnerova-Spidlova                | République tchèque   |
| 2e Prix          | Goodbye de Song Fang                                    | Chine                |
| 3e Prix ex aqueo | Diplôme de Yaelle Kayam et Nammae Ui Jip de Jo Sung-hee | Israël- Corée du Sud |

#### Courts métrages
| Prix                           | Attribué à                                                          | Pays             |
| ------------------------------ | ------------------------------------------------------------------- | ---------------- |
| Palme d'or du court-métrage    | Arena de João Salaviza                                              | Portugal         |
| Mention spéciale court-métrage | L'homme qui valait 6,5 Dollars de Mark Albiston et Louis Sutherland | Nouvelle-Zélande |

### Semaine de la critique
| Prix       | Attribué à                            | Pays                        |
| ---------- | ------------------------------------- | --------------------------- |
| Grand Prix | Adieu Gary de Nassim Amaouche         | France                      |
| Prix SACD  | Lost Persons Area de Caroline Strubbe | Belgique- Pays-Bas- Hongrie |

### Prix FIPRESCI
Le prix FIPRESCI du Festival de Cannes est remis à 3 films.
| Attribué à                                                    | Pays                                | Section                    |
| ------------------------------------------------------------- | ----------------------------------- | -------------------------- |
| Le Ruban blanc de Michael Haneke                              | France- Italie- Autriche- Allemagne | Compétition                |
| Policier, adjectif (Polițist, adjectiv) de Corneliu Porumboiu | Roumanie                            | Un Certain Regard          |
| Amerrika (Amreeka) de Cherien Dabis                           | États-Unis                          | Quinzaine des Réalisateurs |

### Prix du Jury œcuménique
| Prix                       | Attribué à                       | Pays                                |
| -------------------------- | -------------------------------- | ----------------------------------- |
| Prix du Jury œcuménique    | Looking for Eric de Ken Loach    | Royaume-Uni                         |
| Mention du Jury œcuménique | Le Ruban blanc de Michael Haneke | France- Italie- Autriche- Allemagne |

### Prix de l'Éducation nationale
| Attribué à                       | Pays                                |
| -------------------------------- | ----------------------------------- |
| Le Ruban blanc de Michael Haneke | France- Italie- Autriche- Allemagne |